# Chiostro del Bramante
Il Chiostro del Bramante è un edificio rinascimentale italiano a Roma, commissionato dal cardinale Oliviero Carafa intorno al 1500, e progettato dall'architetto Donato Bramante.
Il Chiostro del Bramante a Roma diventa spazio espositivo e polo culturale nel 1996 da un’idea di Patrizia de Marco fondatrice e presidente della società DART- Chiostro del Bramante, società che si occuperà della riqualificazione degli spazi, dell’apertura al pubblico e della creazione dello spazio espositivo museale che oggi conosciamo.

## Descrizione
Dal primo piano è visibile un affresco di Raffaello, Le Sibille, nella vicina chiesa di Santa Maria della Pace.
La pianta quadrata è ottenuta attraverso la ripetizione di un modulo pari alla larghezza del portico, che dimensiona il vuoto centrale (4x4) e il refettorio adiacente (2x4). Lo spazio centrale è circondato da 16 pilastri (16 è un numero perfetto secondo Vitruvio) che formano un portico continuo di volte a crociera. In alzato è costituito da due ordini, proporzionati secondo la regola vitruviana, seguita poi tra gli altri da Leon Battista Alberti e dal Serlio, che vuole il secondo ordine diminuito in altezza di 1/4 rispetto al primo.
Il primo livello al piano terreno presenta un ordine di paraste ionico che sostiene una trabeazione con fregio continuo, propria dell'ordine, con una concatenazione di archi a tutto sesto impostati su alette, tipica dell'architettura classica romana.
Al secondo livello invece vi è un ordine di paraste pseudo-corinzio, che rigirano sui fianchi in corrispondenza delle alette del primo livello, con l'inserimento di colonne libere, dello stesso ordine, che raddoppiano il passo delle arcate sottostanti.
Il linguaggio severo, privo di ogni decorazione, differenzia profondamente questa dalle opere realizzate da Bramante durante il precedente periodo milanese, dove l'architetto urbinate aveva invece fatto ampio ricorso a decorazioni di gusto lombardo.
All'interno del portico le lunette sul muro di fondo sono affrescate con Storie della vita della Vergine, alle quali si aggiungono episodi legati alla chiesa e all'immagine miracolosa.

## Il Chiostro oggi
In epoca contemporanea e dal 1996 l'edificio funge da spazio per mostre, incontri e concerti. Nell'edificio si trovano una caffetteria e una libreria, mentre il chiostro è sede di mostre d'arte temporanee.
La società Dart Chiostro del Bramante, nata da un progetto di Patrizia de Marco e oggi in capo a Laura de Marco, Giulia de Marco e Natalia de Marco, ha curato la riconversione degli spazi adibiti all’attività conventuale a spazi espositivi, creando un polo culturale delle arti visive di riferimento per la Città di Roma e nel mondo, valorizzando e promuovendo così anche il Chiostro del Bramante stesso.

## Le mostre
- “Andy Warhol-Viaggio in Italia”, aprile 1997-giugno 1997
- ” American Graffiti”, ottobre 1997-gennaio 1998
- “Roma 1918-1943”,aprile 1998-luglio 1998
- “Giacomo Balla Futurismo tra Arte e Moda”, ottobre 1998-gennaio 1999
- “I Love pop”, marzo 1999-giugno 1999
- “Designed for Delight”, settembre 1999-novembre 1999
- “Roy Lichtenstein-Riflessi”, dicembre 1999-aprile 2000
- “Keith Haring”, dicembre 2000-febbraio 2001
- “Il Liberty in Italia”, marzo 2001-giugno 2001
- “Tazio Secchiaroli”, ottobre 2001-gennaio 2002
- “Jean Michel Basquiat”, gennaio 2002-marzo 2002
- “Gaspare Vanvitelli, le origini del vedutismo”, ottobre 2002-gennaio 2003
- “La Scuola Romana del ‘900.Una collezione privata.”, febbraio 2002-marzo 2003
- “Iperrealisti”, aprile 2003-giugno 2003
- “Gaudì e il Modernismo Catalano” novembre 2003- febbraio 2004
- “Déco in Italia” marzo 2004-giugno 2004
- “Pablo Echaurren. Dagli anni ’70 ad oggi”, giugno-settembre 2004
- “Il pane e le rose. Donne del Lazio nelle Collezioni Alinari”, 21 settembre-1 novembre 2004
- “De Nittis. Impressionista Italiano”, novembre 2004-febbraio 2005
- “Renato Guttuso-opere della Fondazione Pellin”, marzo 2005- giugno 2005
- “Zandomeneghi un Veneziano tra gli Impressionisti”, novembre 2005- marzo 2006
- “Giulio Aristide Sartorio”, marzo 2006 – giugno 2006
- “Andy Warhol. Repent and sin no more”, 29 settembre 2006 – 07 gennaio 2007
- “Annibale Carracci. Incisioni, disegni e dipinti”, 26 gennaio – 06 maggio 2007
- “I macchiaioli. Il sentimento del vero”,11 ottobre 2007 – 24 febbraio 2008
- “Boldini e gli italiani a Parigi”, 14 novembre 2009 – 05 aprile 2010
- “I grandi veneti. Da Pisanello a Tiziano”, 15 ottobre 2010 – 30 gennaio 2011
- “Mirò! Poesia e luce”, 15 marzo – 24 agosto 2012
- “Stanley Kubrick. Photographer”, 19 ottobre – 25 novembre 2012
- “Brueghel. Meraviglie dell’arte fiamminga”, 18 dicembre 2012 – 07 luglio 2013
- “Cleopatra. Roma e l’incantesimo dell’Egitto”, 10 ottobre 2013–2 febbraio 2014
- “Escher”, 21 settembre 2014/22 febbraio 2015
- “Chagall. Love and life”, 15 marzo 2015 – 26 luglio 2015
- “I macchaioli. Le collezioni svelate”, 16 marzo 2016 – 4 settembre 2016
- “Love. L’arte contemporanea incontra l’amore”, 29 settembre 2016 - 19 febbraio 2017
- “Basquiat. New york city” (24 marzo - 30 luglio 2017)
- “Enjoy. L’arte incontra il divertimento”, 23 settembre 2017 - 25 febbraio 2018
- “Turner. Opere della Tate”, 22 marzo - 26 agosto 2018
- “Dream. L’arte incontra i sogni”, 29 settembre 2018 - 5 maggio 2019
- “Banksy a visual protest”, 8 settembre 2020 - 11 aprile 2021
- “All about Banksy”, 05 maggio 2021 - 09 gennaio 2022
- “Crazy. La follia nell’arte contemporanea”, 19 febbraio 2022 - 08 gennaio 2023
- “Infinity. Michelangelo Pistoletto. L’arte contemporanea senza limiti”, 18 marzo 2023 - 15 ottobre 2023